# Johnny Sins
Johnny Sins, pseudonimo di Steve Wolfe (Pittsburgh, 31 dicembre 1978), è un attore pornografico statunitense.

## Biografia
Nato nel 1978 nella città di Pittsburgh, Pennsylvania, sulla costa orientale degli Stati Uniti d'America, quando aveva ventun anni una sua ex compagna di classe alle scuole superiori gli propose di unirsi a lei in un viaggio alla volta di Los Angeles con lo scopo di tentare una carriera nel cinema pornografico. Sins rifiutò la proposta ma sette anni dopo, a seguito di un infortunio occorsogli sul posto di lavoro, riconsiderò l'idea di darsi all'industria pornografica e si trasferì nella città californiana dove svolse diversi lavori saltuari presentandosi nel frattempo a diversi provini. Poco dopo, ormai ventottenne, ottenne i suoi primi contratti. Nell'anno successivo, nel 2008, partecipò al film Cheerleaders, una produzione della Digital Playground, che risultò essere la pellicola più noleggiata e venduta dell'anno, arrivando anche a conquistare quattro dei nove AVN Awards a cui era candidata. A questo periodo risalgono anche i suoi primi contratti con la casa di produzione canadese Brazzers, azienda a cui legherà sempre di più la sua immagine con l'andare degli anni, apparendo in gran parte delle sue produzioni.
Nonostante il suo legame con la sopraccitata Brazzers, Sins negli anni ha lavorato per diverse altre case produttrici, ad esempio, nel 2013 partecipò a Secret Admirer, diretto da Jonathan Morgan della Wicked Pictures, film che ricevette una nomination nella categoria Best Romance Movie agli AVN Awards del 2014, così come a All About Allie, della Vivid Entertainment Group, e a Milf Revolution, della casa di produzione Lisa Ann Productions, premiata agli AVN Awards come miglior pellicola del genere MILF. Sempre nel 2013 si diffuse la notizia della morte di Sins a causa di un incidente automobilistico; la notizia fu poi smentita dallo stesso Sins a seguito del clamore mediatico che aveva suscitato. Nel 2014 ricevette la candidatura al premio XBIZ come miglior attore dell'anno, soprattutto grazie alla sua interpretazione nel film Bridesmaids, della Digital Playground, che ricevette ben sei nomination, tra cui quelle per la miglior scena, per il miglior film e per la miglior regia. L'anno seguente ricevette la nomination nella stessa categoria ma questa volta per gli AVN Awards.
Nel 2015, il sito Pornhub annunciò l'ambizioso progetto di voler girare un film pornografico nello spazio i cui protagonisti sarebbero stati Sins ed Eva Lovia. La produzione, intitolata Sexplorations, avrebbe dovuto essere girata in una navicella spaziale in orbita terrestre bassa previo il raggiungimento della cifra di 3,4 milioni di dollari attraverso un'operazione di raccolta fondi online. La raccolta di fondi non ha però dato il risultato sperato, arrivando a meno del 10% della cifra richiesta, e il progetto sembra per ora essere stato accantonato.

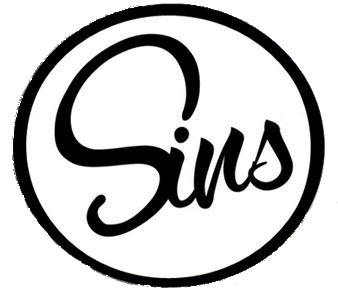
Logo della società di produzione di Johnny Sins

Nel 2016 Johnny Sins ha vinto l'XBIZ Award nella categoria "miglior scena di sesso" per una sua performance nel film Lets Play Doctor. Nel 2017 Sins e la sua compagna, Kissa Sins, anch'essa attrice pornografica, hanno fondato una propria casa di produzione, la Sins Life.
Sul sito ufficiale Sinslife.com, viene venduto il dildo a grandezza naturale di 20 cm, modellato sul pene in piena erezione dell'attore, e prodotto dalla compagnia di produzione di dildo realistici, Fleshlight.
A luglio 2018, un'immagine di Wolfe, insieme a molte altre importanti stelle adulte, è stata dipinta sul lato di un autobus che ha viaggiato per il Kerala, in India. Il murale faceva parte di una campagna di marketing volta a potenziare i tour del college.
Wolfe ha ricevuto il premio per l'attore maschile più popolare dalle donne agli inaugurali Pornhub Awards; i vincitori sono stati determinati dai dati di streaming degli utenti.
Tornato in attività nel 2020 dopo aver smesso di girare film per adulti per tutta la seconda metà del 2019, Sins ha da allora lavorato con diverse case di produzione, fra le quali Jules Jordan Video, Evil Angel, Reality Kings, Naughty America e nuovamente Brazzers con la quale è tornato ufficialmente a realizzare video, tra fine 2020 e il 2021, con due film di un'ora ciascuno e un'altra scena più breve, a fianco delle partner Abella Danger e Jane Wilde. Nel 2023 è stato inserito nella Hall of Fame da parte degli AVN Awards.

## Carriera
Entrato nell'industria del porno nel 2006, esordendo nella pellicola cooki mama, ha da allora recitato in più di 2.800 film per adulti ricevendo diverse candidature per i premi internazionali più famosi del settore, tra cui l'AVN Award per il miglior attore protagonista nel 2015. Deve la sua popolarità al fatto di essere una presenza quasi fissa nelle produzioni della Brazzers, famosa casa produttrice pornografica canadese.

## Vita privata
È stato sposato con l'attrice Kissa Sins, dalla quale si è separato nel 2019.
Nell'ottobre 2017, una foto di Sins è stata twittata da un utente che affermava che era scomparso dopo la sparatoria a Las Vegas.. Il tweet era una delle tante bufale virali emerse in relazione alla sparatoria.

## Riconoscimenti
- AVN Awards
  - 2017 - Favorite Male Porn Star[29]
  - 2018 - Favorite Male Porn Star[30]
  - 2019 - Favorite Male Porn Star[30]
  - 2020 - Favorite Male Star[31]
  - 2021 - Favorite Male Star[32]
  - 2022 - Favorite Male Porn Star[33]
  - 2023 - Favorite Male Porn Star[34]
  - 2023 – Hall of Fame[35]

- XBIZ Awards
  - 2016 – Best Scene - Vignette Release per Let’s Play Doctor con Dani Daniels e Luna Star[36]
  - 2019 – Best Sex Scene - Vignette Release per After Dark con Adriana Chechik e Tori Black[37]
  - 2019 – Performer Site Of The Year[38]

- XRCO Award
  - 2017 - Unsung Swordsman[39]